# Baton Rouge
Baton Rouge (pronunciación en inglés: /ˈbætən ˈɹuːʒ/; en francés: Bâton-Rouge pronunciado /bɑtɔ̃ ʁuʒ/; en español, Bastón Rojo) es la capital y segunda ciudad más poblada del estado estadounidense de  Luisiana —por detrás de Nueva Orleans—. Se encuentra ubicada sobre la orilla oriental del río Misisipi, a pocos kilómetros de su desembocadura en el golfo de México, que forma el delta del Misisipi. Cuenta con una población de 227.470 habs. (censo 2020) y su área metropolitana alcanza los 750 000. De 2005 a 2007, fue la más poblada del estado, ya que se redujo significativamente la población de Nueva Orleans debido a la catástrofe del huracán Katrina.
Baton Rouge es la sede de gobierno de la parroquia de East Baton Rouge (el término "parroquia" equivale a los condados en otros estados de los EE. UU.). Es además la sede de la Universidad Estatal de Luisiana (LSU) y de la Universidad del Sur. Dispone del aeropuerto Metropolitano Baton Rouge.

## Historia

### El período francés (1699-1763)
El nombre francés Bâton-Rouge significa «bastón rojo» en español, tal nombre deriva de una facción de la tribu de los nechas o natchez que tenía como emblema una especie de tótem que fue llamado (debido a su aspecto) «bastón rojo» por los españoles y los franceses. En 1699, Sieur d'Iberville lideró una exploración que partió con 200 Francocanadienses en las partes altas del río Misisipi. El 17 de marzo de dicho año, en un escarpado en el banco este del río (izquierda), vieron un tronco de ciprés manchado con sangre de animal y con cabezas de pescado, que fue entendido por ellos como una marca de los límites entre los territorios de caza de dos grupos de indígenas locales de la tribu Houma. El escarpado (por consenso entre los historiadores) se encuentra localizado en lo que ahora es el campus de la Universidad del Sur, al norte de la ciudad, habiendo sido erigida una escultura conmemorativa, realizada por Frank Hayden cerca de dicho lugar. 
El primer establecimienro real en la presente Baton Rouge se dio en el año 1718, cuando Bernard Diron Dartaguette recibió una concesión del gobierno colonial de Nueva Orleans. Los registros indican que dos blancos y 25 negros (algunos de los cuales pudieron ser esclavos) vivían en dicha concesión. En el año nuevo de 1722, el primer asentamiento masivo fue celebrado en un pequeño salón de Dartaguette's por el Padre Pierre François-Xavier de Charlevoix, un misionero y profesor Jesuita que se encontraba en camino hacia Nueva Orleans, viniendo desde Quebec en camino por los Grandes Lagos y bajando por el río Misisipi. Para 1727, el asentamiento de Dartaguette se había desvanecido; y la razón de su desaparición es desconocida. Como la ubicación no tenía particular importancia para los franceses, ignoraron el lugar; en este período de menos de una década fue la suma total del tiempo en que Baton Rouge estuvo bajo dominio francés.

### El período británico (1763-1779)
Los orígenes de Baton Rouge como un asentamiento continuo como comunidad en sí misma datan del establecimiento de una fuerza militar británica de avanzada, que se apostó ahí en 1763, después de firmado, en secreto, el tratado de Fontainebleau en el otoño de 1762, que incluía la cesión de Nueva Orleans y el oeste de Luisiana por Francia a España y la adquisición por parte de Gran Bretaña del este de Luisiana. El territorio Británico al este de las tierras Españolas se encontraba separado por el Misisipi al oeste desde Bayou Manchac, que fluía hacía el río Amite y luego hacia el lago Maurepas. Baton Rouge, se ubicó justo al norte de Bayou Manchac, y en parte de la que fue la Colonia del Oeste de Florida, cobrando una estratégica importancia como la ciudad más al suroeste de la esquina Británica de Norte América.
Un puesto, llamado Fort Bute, fue construido en el banco norte de Bayou Manchac, dando justo al frente de un instalación española similar. Un segundo puesto, el Fuerte Nuevo Richmond, fue construido en el río, donde actualmente se encuentra el centro de Baton Rouge. La proclamación real de 7 de octubre de 1763, concesión de los colonos del Oeste de la Florida, decía «los derechos y beneficios de la ley Inglesa», luego de lo cual establecieron una asamblea. El primer Gobernador de la Colonia fue el capitán Dana Johnstone de la Armada Real Británica, fue autorizado a hacer grandes concesiones de tierras a los Oficiales y Soldados que sirvieron en la reciente guerra, y muchas de las subsecuentes demarcaciones de tierras en el área de Baton Rouge son de acuerdo a las concesiones realizadas por Dana Johnstone. Uno de los primeros y acaudalados propietarios de tierras fue sir Wesley Dunbar, al que le fue dada en concesión una extensa plantación cerca del Fuerte Nuevo Richmond a comienzos de la década de 1770. Las plantaciones en el área de Baton Rouge eran inusualmente prósperas, gracias al fértil suelo y al ilegal trato con los vecinos españoles de Luisiana, lo que convirtió al fuerte en el centro de expansión cultural de la comunidad, en el cual la ciudad aún no se había visto envuelta.

### La revolución estadounidense
Cuando las viejas Colonias Británicas en las Costas del Atántico en América del Norte se rebelaron en 1776, la nueva Colonia del Oeste de Florida, carente de historia de un gobierno local y la desconfianza con las potenciales hostilidades de los cercanos españoles, los hicieron leales a la Corona británica (por dicha razón, las viejas familias de Baton Rouge pueden trazar sus ancestros al período colonial británico, encontrando usualmente que descienden de los toryes, que no eran revolucionarios estadounidenses).
España se mantuvo neutral por aproximadamente tres años, hasta que Bernardo de Gálvez, el gobernador español de Luisiana, dio protección material y sanitaria a un grupo de rebeldes en el Oeste de Florida, asistido por Oliver Pollock, un agente de salubridad estadounidense, en Nueva Orleans. 
En enero de 1778, la guerra ya había llegado al bajo Misisipi cuando James Willing, un joven de Filadelfia, se mudó a Natchez (Misisipi), liderando un partido en correrías en las plantaciones del distrito de Baton Rouge. Se vieron envueltos en incendios y saqueos, por más de 1.5 millones de dólares en propiedades, antes de ser reducidos por la milicia. Esto convenció a los británicos de reforzar las guarniciones locales desde su base principal ubicada en Pensacola. En febrero Francia declaró la guerra a Gran Bretaña y 18 meses después, España se interesó también por dichas colonias. 
Luego, el gobernador Gálvez marchó al norte de Nueva Orleans el 27 de agosto de 1779, con una milicia conformada por 1400 franceses y españoles (y siete voluntarios estadounidenses). Tomaron el Fuerte Bute en la batalla del mismo nombre luego de una escaramuza menor el 7 de septiembre y el Fuerte New Richmond se rindió dos semanas más tarde luego de tres horas de bombardeo militar. Don Carlos Luis Boucher de Grand Pré se convirtió en el comandante del distrito de Baton Rouge y Don Pedro José Favrot en Comandante del Puesto de Baton Rouge, el cual fue renombrado como Fuerte San Carlos. A los residentes se les dio seis días a fin de declarar su alianza con España o que se resignaran a perder sus tierras y hogares. A consecuencia de la batalla del Fuerte Charlotte Gálvez tomó Mobile en 1780 y en la Batalla de Pensacola en 1781, fue el fin del dominio británico en la costa norteamericana del Golfo de México.

### El período español (1779-1810)
El inglés continuó siendo uno de los tres idiomas oficiales en Baton Rouge (conjuntamente con el francés y el español) siendo la administración española generalmente tolerante y diplomática; De Grand Pré se convirtió en un personaje respetado, quedándose como capitán hasta 1808. Favrot se retiró a su plantación después de 42 años de servicios, saliendo del mismo durante la Guerra de 1812, encontrándose sepultado en Baton Rouge.
La administración española ordenó la construcción de caminos, puentes y diques. A finales de la década de 1780, Baton Rouge se empezó a convertir en un pueblo floreciente, con una población de 682 personas en 1788. Don Antonio de Gras, un hombre de negocios que apoyó a los rebeldes estadounidense durante la revolución, donó la tierra donde actualmente se encuentra la catedral de St. Joseph's (catedral de San José); su matrimonio en enero de 1793 con Genevieve Dulat fue el primero conocido durante la administración española.
Durante los veinte años entre la revolución estadounidense y la compra de Luisiana, muchos inmigrantes hambrientos se mudaron al sur, incluido los territorios de Florida Occidental. La compra de Luisiana en 1803 no incluyó el Oeste de Florida ( y por ende tampoco a Baton Rouge). En 1810 la administración española en el Oeste de Florida se volvió completamente insostenible. El 22 de septiembre de 1810, una convención rebelde en Saint Francisville depuso al gobernador español, Carlos de Hault de Lassus, y ordenó al comandante de la milicia Philemon Thomas tomar Baton Rouge y el Fuerte San Carlos. Al día siguiente, el fuerte fue tomado, matándose a dos miembros de la tropa española y ninguno de los rebeldes. De Lassus y un buen número de otros oficiales españoles fueron hechos prisioneros y la bandera Bonnie Blue Flag (Bonita Bandera Azul) de la República de Florida Occidental fue izada sobre el pueblo. Uno de los líderes de la rebelión fue Fulwar Skipwith, originario de Baton Rouge, quien fuese presidente de la República. El también originario de la ciudad, el prominente Coronel Cameron Hickey, fue capitán de la milicia bajo la administración española y más tarde coronel en la milicia de Luisiana en la guerra anglo-estadounidense de 1812.
El 27 de octubre de 1810, el presidente James Madison emitió una proclamación, autorizando al Gobernador William C. C. Claiborne del Territorio de Orleans de tomar posesión del Oeste de Florida, y desde el día 10 de diciembre la bandera de los Estados Unidos ha flameado en Baton Rouge.

### La República de la Florida Occidental (1810)
Como resultado de la venta de Luisiana en 1803, el Oeste de la Florida Española se encontró completamente rodeada por los Estados Unidos y sus posesiones. El Fuerte San Carlos se convirtió en la única posición no estadounidense en el río Misisipi.
Muchos de los habitantes del Oeste de la Florida comenzaron a hacer convenciones para planear una rebelión. Una de dichas convenciones fue realizada en una calle ubicada en Baton Rouge, que desde aquella oportunidad fue renombrada como Calle Convention (en honor a la convención rebelde). El 23 de septiembre de 1810, los rebeldes atacaron el garrote español de la zona de Baton Rouge, e izaron la bandera de la nueva República del Oeste de la Florida. La bandera tenía una estrella solitaria blanca sobre un campo azul por eso tal bandera luego sería más conocida como la Bonnie Blue Flag (o en español «La Hermosa Bandera Azul»). 
Poco tiempo después, la Florida Occidental solicitó a los Estados Unidos ser admitida como territorio de su país (tras esto fue repartida entre el extremo este del estado de Luisiana y las costas de los estados de Misisipi y Alabama). El Presidente estadounidense James Madison aceptó el requerimiento, y la bandera de los Estados Unidos fue izada en Baton Rouge el 10 de diciembre de 1810, no debe confundirse la básicamente estadounidense República de Florida Occidental (o Republic of West Florida) cuya capital era Bastón Rojo o Baton Rouge con la hispana República de Florida.

### Desde el establecimiento de Luisiana como estado (1812-1860)

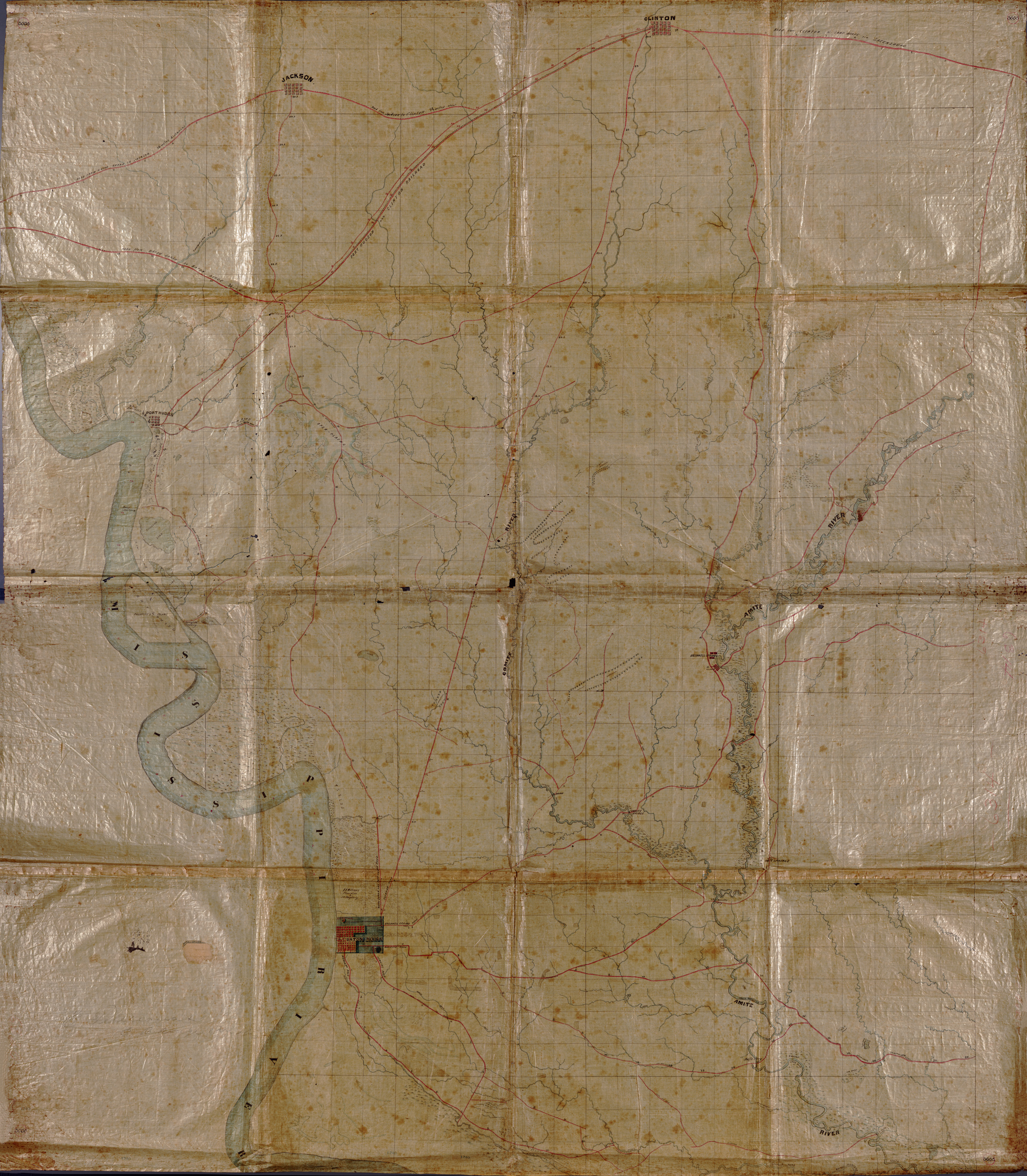
Mapa de la región en 1863

En 1812, Luisiana fue admitido a la Unión como un estado. Baton Rouge continuó teniendo una ubicación militar estratégica. Entre los años 1819 y 1822, la Armada de los Estados Unidos construyó una base con Barracas, que se convirtieron en un importante puesto de comando durante la Guerra entre México y los Estados Unidos (1846-1848). El teniente coronel Zachary Taylor, supervisó la construcción de las mismas, sirviendo como su comandante. En la década de 1830, fue construido lo que hoy se conoce como Old Arsenal.
En 1825, Baton Rouge fue visitada por el marqués de Lafayette como parte de su visita triunfal en los Estados Unidos, siendo el invitado de honor en un banquete de la ciudad. Para celebrar la ocasión, el pueblo renombre la Segunda Avenida como calle Lafayette.

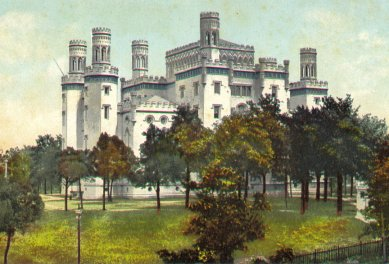
Antiguo Capitolio de Luisiana.

En 1846, la legislatura del estado de Luisiana en Nueva Orleans decidió trasladar la ubicación de la sede de gobierno a Baton Rouge. Como en varios otros estados de la Unión, los representantes de otras zonas de Luisiana acusaban de una concentración de poder en la ciudad más largas del estado. En 1840, la población de Nueva Orleans llegaba casi a los 102 000 habitantes, la cuarta más grande en los Estados Unidos. Por otra parte, en el mismo año la población de Baton Rouge llegaba únicamente a los 2269 habitantes.

### Actualmente
Entre las décadas de 1950 y 1960, Baton Rouge experimentó un boom en la industria petroquímica, causando que la ciudad se expanda del centro original, dando resultado al desarrollo de una moderna extensión suburbana. En los últimos años el gobierno y los negocios han empezado a regresar al distrito central. El negocio de la construcción tuvo una expansión muy importante en la década de 1990 continuando actualmente, con proyectos multimillonarios para mejoras en la calidad de vida en toda la ciudad. 
En la década del año 2000, Baton Rouge se ha convertido en una de las ciudades de más grande crecimiento en el sur de los Estados Unidos en términos de tecnológico. La población de la ciudad se expandió luego del Huracán Katrina debido a que los habitantes del área metropolitana de Nueva Orleans se mudaron debido a la devastación. Se estima que a finales de 2005 alrededor de se desplazaron 200 000 personas al área de Baton Rouge. Debido a que las víctimas del Huracán Katrina retornaron a sus hogares originales y los nativos de la ciudad se mudaron a lugares como Ascension Parish y Livingston Parish la Oficina del Censo de los Estados Unidos designó a Baton Rouge la segunda ciudad con mayor cantidad de emigrantes durante el estimado de 2007-2008. 
Como sea, el área metropolitana de Baton Rouge es una de las áreas metropolitanas de Estados Unidos de más rápido crecimiento en los Estados Unidos (de menos de un millón), con 600 000 en el año 2000 y un estimado de 770 000 en el año 2008.

## Geografía y clima

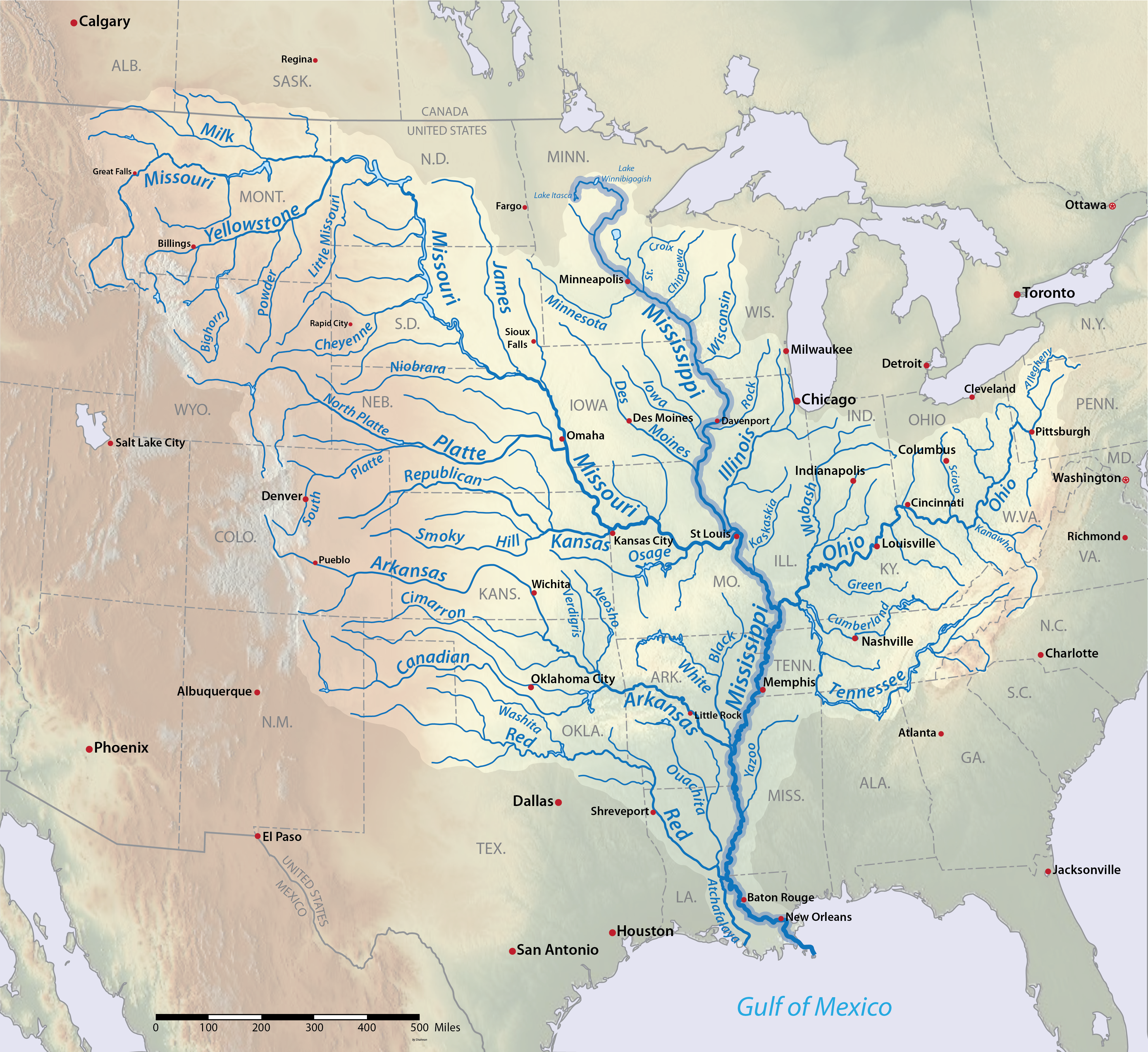
Baton Rouge en la cuenca del Misisipi

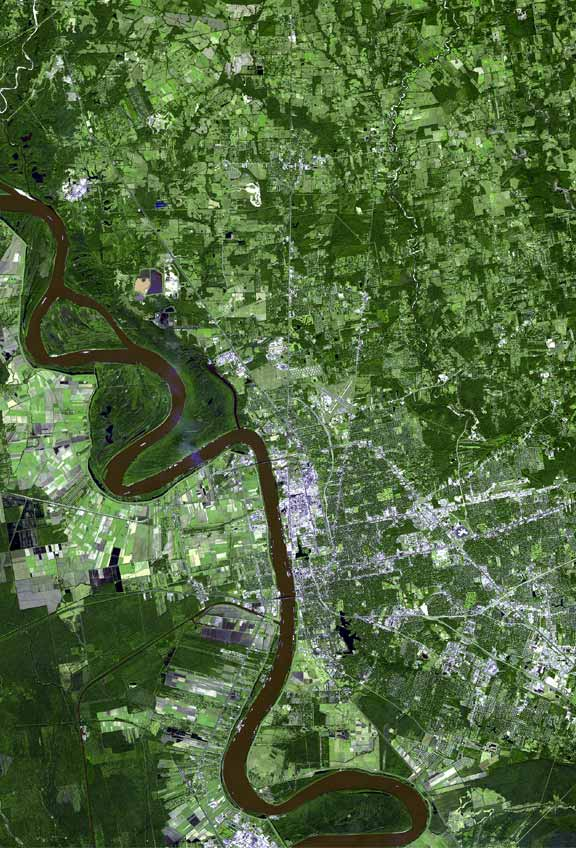
Mapa aéreo de la ciudad

Baton Rouge se encuentra localizada en las coordenadas 30°27′29″N 91°8′25″O / 30.45806, -91.14028 (30.458090, -91.140229).
Acorde a la Oficina del Censo de los Estados Unidos, la ciudad tiene un área total de 204,8 km², de los cuales 199 km² son tierra y 5,7 km² (2,81%) agua.
Baton Rouge conjuntamente con Tallahassee y Austin es una de las ciudades capitales de estados que se ubican más al sur de los Estados Unidos.

### Clima
Como en Nueva Orleans, el clima en Baton Rouge es húmedo-subtropical, con un suave, corto, lluvioso y algo caliente invierno y un largo, caliente, húmedo, y a veces lluvioso verano. La proximidad a la costa expone a toda al área metropolitana a frecuentes huracanes. No suele nevar, si bien en los inviernos de 2008 (11 de diciembre), 2009 (4 de diciembre) y 2010 (12 de febrero) se han producido nevadas. El huracán Gustav ha sido el peor huracán, en la historia reciente, de los que han afectado al área de Baton Rouge, con vientos de más de 140 km/h.
| Parámetros climáticos promedio de Baton Rouge, Luisiana (Baton Rouge Metropolitan Airport), normales 1991–2020, extremos 1892–presente | Parámetros climáticos promedio de Baton Rouge, Luisiana (Baton Rouge Metropolitan Airport), normales 1991–2020, extremos 1892–presente | Parámetros climáticos promedio de Baton Rouge, Luisiana (Baton Rouge Metropolitan Airport), normales 1991–2020, extremos 1892–presente | Parámetros climáticos promedio de Baton Rouge, Luisiana (Baton Rouge Metropolitan Airport), normales 1991–2020, extremos 1892–presente | Parámetros climáticos promedio de Baton Rouge, Luisiana (Baton Rouge Metropolitan Airport), normales 1991–2020, extremos 1892–presente | Parámetros climáticos promedio de Baton Rouge, Luisiana (Baton Rouge Metropolitan Airport), normales 1991–2020, extremos 1892–presente | Parámetros climáticos promedio de Baton Rouge, Luisiana (Baton Rouge Metropolitan Airport), normales 1991–2020, extremos 1892–presente | Parámetros climáticos promedio de Baton Rouge, Luisiana (Baton Rouge Metropolitan Airport), normales 1991–2020, extremos 1892–presente | Parámetros climáticos promedio de Baton Rouge, Luisiana (Baton Rouge Metropolitan Airport), normales 1991–2020, extremos 1892–presente | Parámetros climáticos promedio de Baton Rouge, Luisiana (Baton Rouge Metropolitan Airport), normales 1991–2020, extremos 1892–presente | Parámetros climáticos promedio de Baton Rouge, Luisiana (Baton Rouge Metropolitan Airport), normales 1991–2020, extremos 1892–presente | Parámetros climáticos promedio de Baton Rouge, Luisiana (Baton Rouge Metropolitan Airport), normales 1991–2020, extremos 1892–presente | Parámetros climáticos promedio de Baton Rouge, Luisiana (Baton Rouge Metropolitan Airport), normales 1991–2020, extremos 1892–presente | Parámetros climáticos promedio de Baton Rouge, Luisiana (Baton Rouge Metropolitan Airport), normales 1991–2020, extremos 1892–presente |
| Mes | Ene. | Feb. | Mar. | Abr. | May. | Jun. | Jul. | Ago. | Sep. | Oct. | Nov. | Dic. | Anual |
| --- | --- | --- | --- | --- | --- | --- | --- | --- | --- | --- | --- | --- | --- |
| Temp. máx. abs. (°C) | 29.4 | 31.1 | 33.9 | 35.6 | 38.3 | 39.4 | 39.4 | 43.3 | 40 | 36.7 | 31.7 | 31.1 | 43.3 |
| Temp. máx. media (°C) | 16.8 | 19.2 | 22.8 | 26.2 | 29.9 | 32.5 | 33.3 | 33.4 | 31.5 | 27.2 | 21.7 | 17.9 | 26.1 |
| Temp. media (°C) | 11.1 | 13.3 | 16.7 | 20 | 24.2 | 27.2 | 28.3 | 28.2 | 26 | 20.8 | 15.2 | 12.1 | 20.3 |
| Temp. mín. media (°C) | 5.3 | 7.4 | 10.6 | 13.8 | 18.4 | 21.9 | 23.2 | 22.9 | 20.5 | 14.5 | 8.8 | 6.3 | 14.4 |
| Temp. mín. abs. (°C) | -12.8 | -16.7 | -6.7 | -0.6 | 4.4 | 11.7 | 14.4 | 14.4 | 6.1 | -1.1 | -6.1 | -13.3 | -16.7 |
| Precipitación total (mm) | 161.5 | 112.3 | 113.3 | 129 | 132.8 | 163.8 | 129.3 | 161.8 | 112.3 | 122.9 | 99.1 | 135.1 | 1573.3 |
| Nevadas (cm) | 0 | 0 | 0 | 0 | 0 | 0 | 0 | 0 | 0 | 0 | 0 | 0.5 | 0.5 |
| Días de precipitaciones (≥ 0.2 mm) | 9.9 | 8.9 | 8.9 | 8.0 | 8.2 | 11.6 | 13.2 | 11.8 | 8.6 | 7.3 | 8.0 | 9.7 | 114.1 |
| Días de nevadas (≥ 0.2 cm) | 0.0 | 0.0 | 0.0 | 0.0 | 0.0 | 0.0 | 0.0 | 0.0 | 0.0 | 0.0 | 0.0 | 0.1 | 0.1 |
| Humedad relativa (%) | 74.1 | 70.9 | 70.0 | 70.6 | 72.3 | 74.4 | 77.2 | 77.7 | 76.9 | 72.8 | 74.6 | 74.7 | 73.8 |
| Fuente: NOAA (humedad 1961–1990) | | | | | | | | | | | | | |

### Desastres
Baton Rouge raramente sufre de desastres naturales. Los terremotos son muy raros. El río Misisipi es una pequeña amenaza para la mayoría de las secciones pobladas de la ciudad, pues la ciudad está construida sobre escarpados naturales que miran por encima del río. Como sea, las áreas cercanas al río Amite y al río Comité son de fácil inundación si el agua se eleva demasiado a consecuencia de las lluvias. Baton Rouge es rara vez visitada por los tornados, y el surgimiento de tormentas es imposible por encontrarse a cierta distancia de la costa.
Las tormentas tropicales (y, ocasionalmente, huracanes) llegan al área de Baton Rouge con fuerza regular, pero el daño masivo de huracanes es usualmente raro por la situación de la ciudad algo alejada de la franja costera (comparativamente con Nueva Orleans), pero un huracán poderoso puede causar daños en el área.

## Barrios
Baton Rouge tiene varios barrios dentro y fuera de los límites de la ciudad:

Casas en la zona de University Lakes

- Banks
- Belfair
- Beauregard Town
- Bird Station (Old)
- Bird Station (New)
- Bocage
- Boottown
- Broadmoor
- Brookstown
- Brownfields
- Camelot
- Capitol Heights
- Cedarcrest
- Centurion Place
- Concord
- Country Club of Louisiana
- Dixie
- Eden Park
- Easytown
- Fairfields
- Froggy Mo
- Gardere
- Garden District
- Goodwood
- Glen Oaks
- Ghosttown
- Greendale
- Inniswold
- Jefferson Terrace
- Kenilworth
- Lake Beau Pré
- Mall City
- Magnolia Woods
- Mayfair
- Mcdonald land
- Melrose Place
- Mid-City
- Millerville
- Monticello
- North Gate
- North Sherwood
- Northdale
- Oak Hills Place
- Ogden Park
- Old Hermitage
- Old Jefferson
- Orleans Place
- Parkview Oaks
- Parktown
- Pelican Bay
- Pollard Estates
- Riverbend
- River Oaks
- River Oaks East
- Santa Maria
- Scotlandville
- Shenandoah
- Sherwood Forest
- South Baton Rouge
- Southdowns
- Southern Heights
- Spanish Town
- Stratford Place
- Tara
- Tigerland
- The Field
- The Lake
- University Acres
- University Club
- University Gardens
- University Hills
- University Lakes
- Wedgewood
- Westdale Heights
- Westminster
- White Oak Landing
- Woodgate
- Woodlawn Estates
- Woodlands
- Woodstone
- Valley Park
- Victoria Gardens
- Village St. George
- Zion City

## Edificios más altos

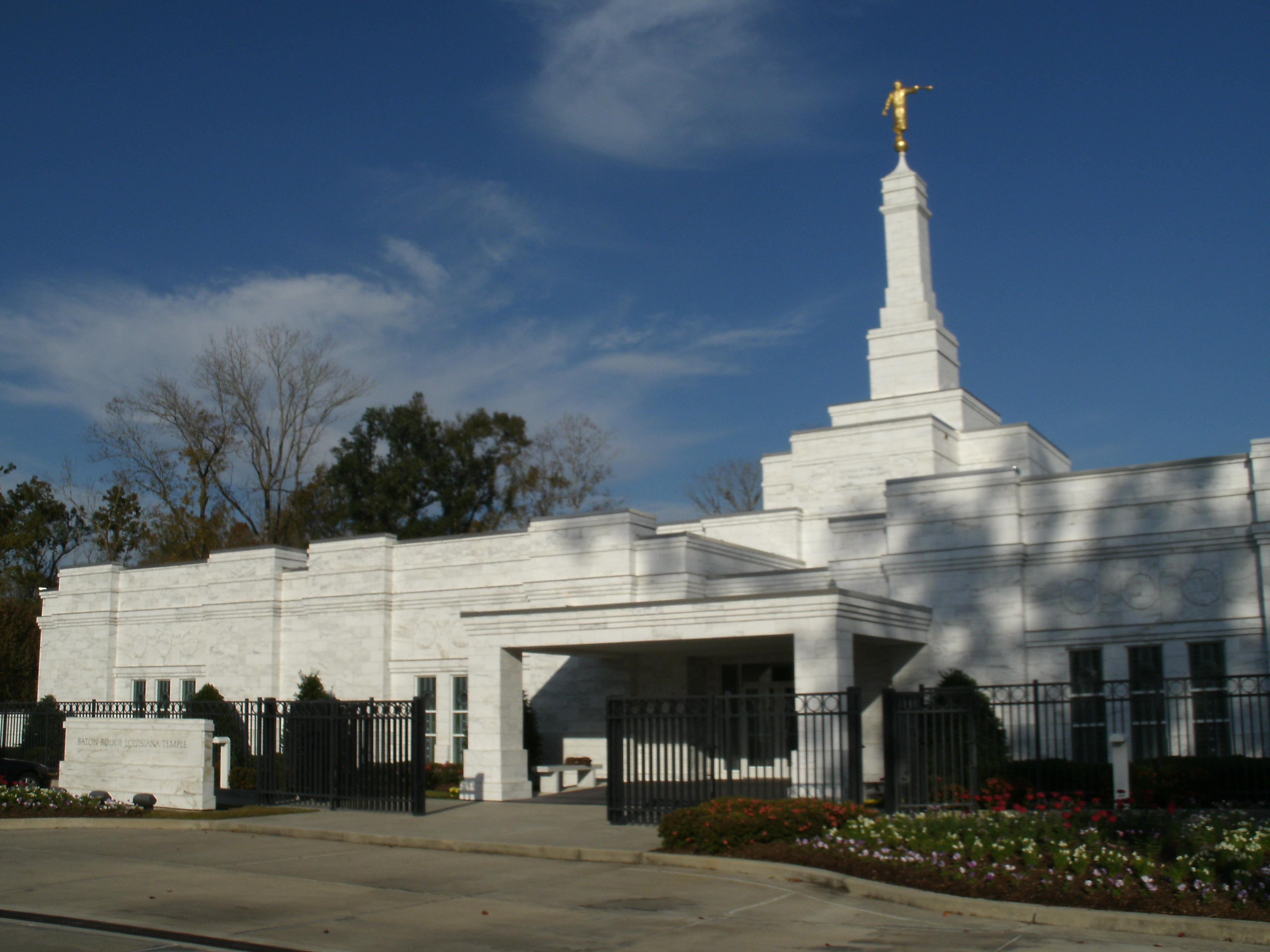
Templo de la ciudad

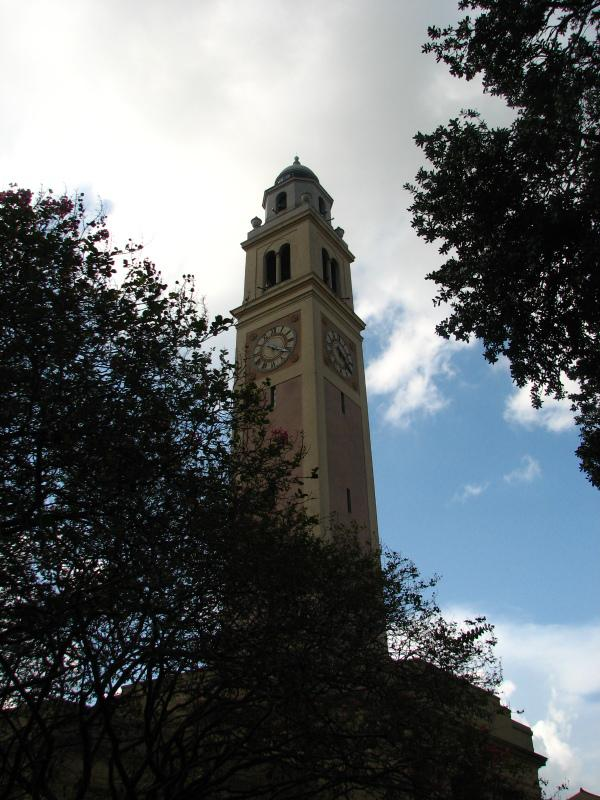
LSU Memorial Tower

| Nombre                                                 | Pisos | Altura |
| ------------------------------------------------------ | ----- | ------ |
| Lafayette Heights (en construcción)                    | 36    |        |
| Capitolio del estado de Luisiana                       | 34    | 140 m  |
| Torre de oficinas Riverfront (propuesta)               | 25    |        |
| One American Place                                     | 24    | 94 m   |
| Torre JPMorgan Chase                                   | 21    | 84 m   |
| Torre Riverside Norte                                  | 20    | 80 m   |
| Hotel Marriott Baton Rouge                             | 22    | 68 m   |
| Two City Plaza (aprobado)                              | 17    |        |
| Apartamentos Católico-Presbiterianos                   | 14    |        |
| Torre Dean                                             | 14    |        |
| Edificio de Oficinas Gálvez                            | 12    |        |
| Kirby Smith Hall                                       | 13    |        |
| Torre Memorial                                         |       | 52m    |
| Catedral Saint Joseph's                                |       | 50m    |
| Edificio de Oficinas Estatles de Luisiana              | 12    | 49 m   |
| Jacobs Plaza                                           | 13    | 44 m   |
| Torres Bluebonnet (3 torres residenciales)             | 12    |        |
| Oficina de Edificios LaSalle                           | 12    |        |
| Plaza Grupo Shaw                                       | 12    |        |
| Oficina de Edificios Estatales Wooddale                | 12    |        |
| Centro Hotelero Hilton                                 | 11    | 40 m   |
| Centro de Convenciones y Hotel Sheraton de Baton Rouge | 10    | 38 m   |

## Cultura
El Baton Rouge River Center es un centro cultural donde se realizan convenciones y espectáculos artísticos y deportivos.
Los LSU Tigers son el equipo deportivo de la Universidad Estatal de Luisiana. En fútbol americano universitario han ganado 11 campeonatos de la Southeastern Conference, seis Sugar Bowl y tres campeonatos nacionales. 

## Medios de comunicación
El gran Baton Rouge se encuentra bien servido por televisión y radio. La cobertura es la 93.ª más grande en Estados Unidos, cubriendo 322.540 personas o el 0,29 % de la población de Estados Unidos.

### Televisión
Los canales del área son
- 2 WBRZ (ABC)
- 9 WAFB (CBS)
- 21 WBRL (The CW)
- 27 WLPB (PBS)
- 33 WVLA (NBC)
- 39 WBXH (My Network TV)
- 44 WGMB (Fox)

KPBN 11, KZUP 19, WBTR 41, operan estaciones independientes en el área, el canal WLFT 30 porvee mayormente programación religiosa. Otros canales solamente con estaciones de cable incluyen: Metro 21, Cox 4, y Catholic Life Channel 15.

### Periódicos
El periódico de mayor circulación es el Baton Rouge Advocate, que se publica desde 1925. Otras alternativas son las publicaciones semanales que incluyen: 225, LSU Daily Reveille, Tiger Weekly, y Greater Baton Rouge Business Report.

### Radio
- Clásica: WRKF-FM (89.3)
- Colegial: KLSU-FM (91.1)
- Country: WYPY-FM (100.7), WYNK-FM (101.5), WTGE-FM (107.3)
- Contemporánea: WQCK-FM (92.7)
- Góspel/Cristiana: WJFM-FM (88.5), WPAE-FM (89.7), KPAE-FM (91.5), WXOK-AM (1460), WPFC-AM (1550)
- Hits: KRDJ-FM (93.7), WFMF-FM (102.5), WCDV-FM (103.3)
- Jazz: WBRH-FM (90.3)
- Antiguas: KBRH-AM (1260)
- Rock: KRVE-FM (96.1), WDGL-FM (98.1), WNXX-FM (104.5), KNXX-FM (104.9)
- Deportes: WSKR-AM (1210)
- Entrevistas: WJBO-AM (1150), WIBR-AM (1300), WYNK-AM (1380)
- Urbano/Urbano Contemporáneo: WEMX-FM (94.1), KQXL-FM (106.5)
- Variada: KKAY-AM (1590)
- Contemporánea: (KGLA-AM) (1540) Radio Tropical Caliente

## Infraestructura

### Salud y medicina
Baton Rouge tiene los siguientes hospitales:
- Hospital de Rehabilitación Benton - 7660 Convention Street
- Centro Médico General de Baton Rouge - 3600 Florida Boulevard
- Centro Médico General de Baton Rouge Bluebonnet - 8585 Picardy Avenue
- Centro Médico Earl K. Long (LSUMC) - 5825 Airline Highway
- Hospital de Rehabilitación Healthsouth - 8595 United Plaza Boulevard
- Centro de Cirugía Healthsouth - 5222 Brittany Drive
- Centro Médico Regional Our Lady Lake - 5000 Hennessy Boulevard
- Hospital de Rehabilitación Sage - 8225 Summa Avenue
- Hospital Para Niños Saint Jude - 7777 Hennessy Boulevard
- Centro Para el Tratamiento de Cáncer Mary Bird Perkins - 4950 Essen Lane
- Centro Médico Ochsner - 1700 Medical Center Drive
- Hospital de Cirugías "Vista" - 9032 Perkins Road
- Hospital Para Mujeres - 9050 Airline Highway

### Escuelas
El Sistema de Escuelas de East Baton Rouge Parish gestiona las escuelas públicas de la ciudad de Baton Rouge, con alrededor de 90 escuelas: 56 escuelas elementales, 16 escuelas medias y 18 escuelas preparatorias (high schools).
Existen algunas instituciones de educación superior en la ciudad, tales como 
- Universidad del Estado de Luisiana
- Universidad del Sur
- College Comunitario de Baton Rouge
- College Our Lady of the Lake
- Escuela Central General de Enfermería de Baton Rouge
- Escuela Central General de Radiología Tecnológica de Baton Rouge
- Colegio Técnico de Luisiana (Campus de Baton Rouge)
- Universidad de Phoenix (Campus de Baton Rouge)

### Transporte
Baton Rouge está conectada con las siguientes rutas: Interestatal 10 (por el puente Horace Wilkinson), Interestatal 12, Interestatal 110 (Luisiana) (vía Rápida Martin Luther King), autopista Airline (US 61), bulevard Florida (US 190) (por el puente Huey P. Long), calle Plank (LA 67), Nicholson Drive (LA 30), autopista Jefferson (LA 73), carretera de Luisiana 1 (LA 1) y la autopista Scotland/Baker/Zachary (LA 19). Las rutas de negocios US 61/190 corren al oeste a través del bulevard Florida desde la autopista  Airline hasta el centro de la ciudad en la calle River Road. Las rutas también corren a través de las calles River y Chippewa y la autopista  Scenic desde Chippewa hacia la Airline. US 190 se junta con la US 61 en la autopista Airline desde el bulevard Florida hacia la autopista Scenic, donde las dos carreteras se unen. La US 190 continua al oeste hacia la Airline hasta el puente Huey P. Long desde donde la US 61 se desvía hacia la autopista Scenic.
El transporte público es proporcionado por el Sistema de Tránsito del Área Capital (CATS). Dado el incremento de la población después de los Huracanes Katrina y Rita, los buses RTA de Nueva Orleans han sido introducidos en Baton Rouge para Suplementar dicho servicio, los cuales regresarán a Nueva Orleans el 30 de noviembre de 2006.
Existen planes para crear un sistema de buses rápidos como extensión de la Interestatal 110 hacia el norte, creando un baipás para el área de Baton Rouge. También hay planes para extender y añadir más caminos en el área.

## Habitantes ilustres
- Seimone Augustus, baloncestista, guardia del equipo Minnesota Lynx (n. 1984)
- James H. Brown, exsenador del estado, secretario de estado, y comisionado estatl de inversiones (n. 1940)
- Billy Cannon, ganador en 1959 del Trofeo Heisman (n. 1937)
- David Dellucci, beisbolista, jardinero de los Philadelphia Phillies (n. 1973)
- Donna Douglas, actriz de The Beverly Hillbillies (n. 1933)
- Warrick Dunn, jugador de fútbol americano, corredor de los Atlanta Falcons (n. 1975)
- Jeff Fortenberry, representante del Partido Republicano por Nebraska en el Congreso (n. 1960)
- Steve Garbade, compositor, violonchelista y diseñador de sonido (n. 1979)
- Clark Gaudin, abogado y primer respresentante Republicanos estatal del East Baton Rouge Parish desde su reconstrucción(n. 1931)
- Randall Gay, futbolista americano, esquinero de los New England Patriots (n. 1982)
- Darryl Hamilton, beisbolista, jardinero de varios equipos (n. 1964)
- Randy Jackson, músico, productor de discos y jurado del concurso American Idol (n. 1956)
- Louis E. Jenkins, exrepresentante del estado de Luisiana y 3 veces candidato al Senado de Estados Unidos (n. 1947)
- Chris Thomas King, cantante de blues y actor (n. 1962)
- Stephan Kinsella, abogado de propiedad intelectual, propulso de la teoría legal Libertaria (n. 1965)
- Lars Kestner, autor
- Stefan LeFors, futbolista americano, mariscal de campo de los Carolina Panthers (n. 1981)
- John A. Lejeune, General de los Marine Corps (n. 1942)
- Lil Boosie, músico de Hip hop (n. 1983)
- Reiley McClendon, actor (n. 1990)
- Cleo Moore, actriz (n. 1973)
- Stormy Daniels, actriz porno (n. 1979)
- Master P, músico de Hip hop, artista y fundador y dueño de No Limit Records (n. 1967)
- Jonathan Papelbon, besibolista, lanzador de los Boston Red Sox (n. 1980)
- Carly Patterson, medallista de oro Olímpico (n. 1988)
- Bob Pettit, miembro del paseo de la Fama del Basketball (n. 1932)
- Andy Pettitte, beisbolista, lanzador de los New York Yankees (n. 1972)
- Bobby Phills, exjugador profesional de baloncesto (f. 2000)
- Dan Richey, ex-legislador estatal y consultor político (n. 1948)
- Buddy Roemer, exgobernador de Baton Rouge y hombre de negocios (n. 1943)
- Ben Sheets, beisbolista, lanzador de los Milwaukee Brewers (n. 1978)
- Tabby Thomas, cantante de blues (n. 1929)
- Tyrus Thomas, jugador de baloncesto de la NBA, alero de los Chicago Bulls (n. 1986)
- Shane West, actor (n. 1978)
- Hermana Helen Prejean, activista contra la Pena de muerte (n. 1939).
- Eugene Gilbert Roe Sr., Técnico de 4.º Grado, sanitario de la Compañía Easy, 2.º Batallón, 506.º Infantería de Paracaidista, 101.ª División Aerotransportada, ejército de los Estados Unidos, II Guerra Mundial (n. 1921 - f. 1998)
- Glen Davis, Jugador de la NBA (n. 1986)
- Odell Beckham Jr., Jugador de la NFL (n. 1992)
- YoungBoy Never Broke Again, músico de Hip hop (n. 1999)

## Ciudades hermanadas
- Aix-en-Provence, Francia
- Córdoba, México
- Taichung, Taiwán
- Puerto Príncipe, Haití
- Malatya, Turquía

### Cámaras en vivo
- WAFB
- Cámara en vivo de la WBRZ

### Nuevas fuentes
- Diario The Advocate Archivado el 5 de septiembre de 2009 en Wayback Machine.
- Noticias Baton Rouge News.net
- Diario Baton Rouge
- WAFB TV
- WBRZ TV Archivado el 5 de septiembre de 2009 en Wayback Machine.
- TOPIX

- Datos: Q28218
- Multimedia: Baton Rouge, Louisiana / Q28218